# Asedio de Uthmán

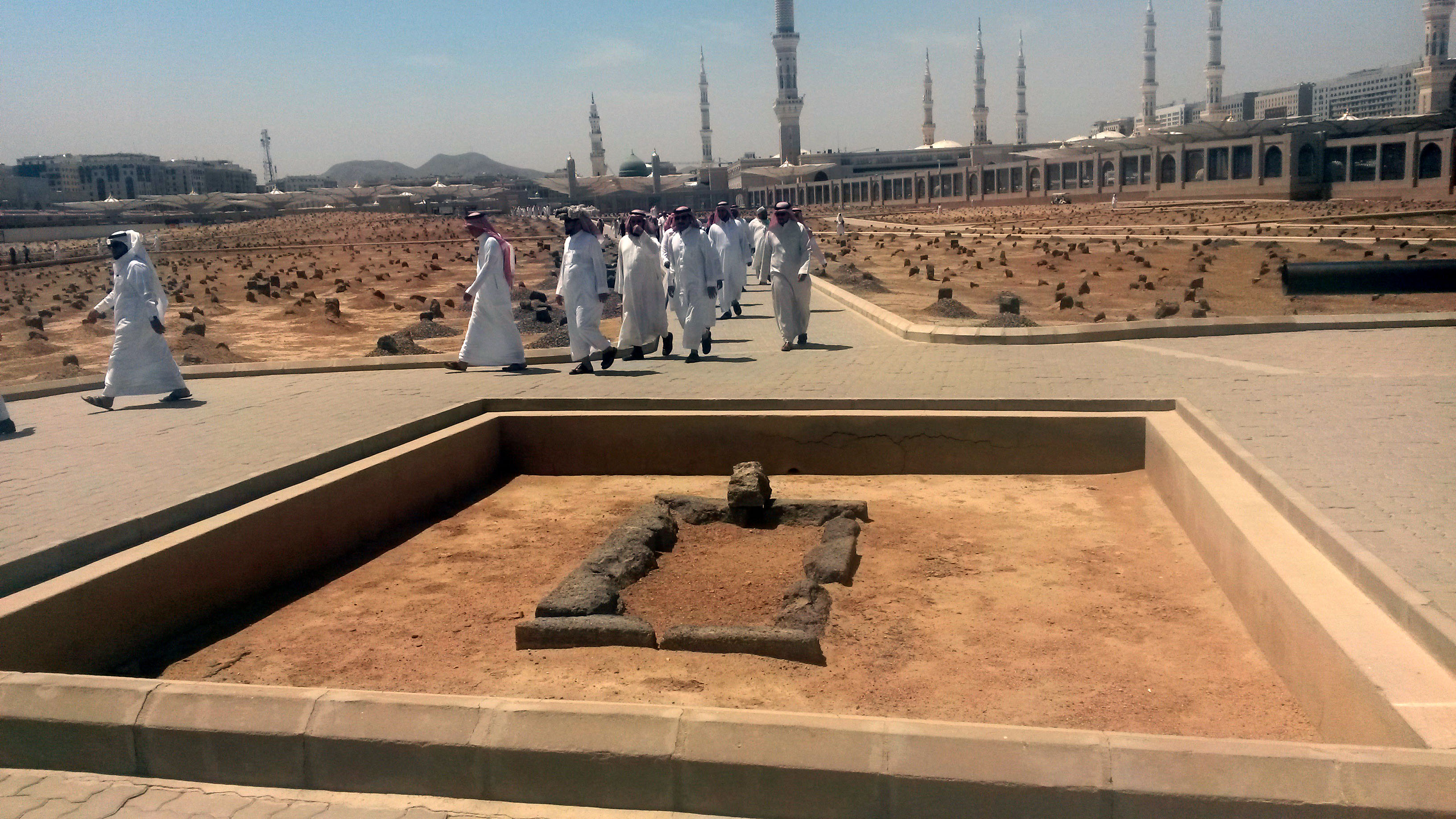
Tumba otomana en Baqi

Uthmán Ibn Affán, el tercer califa Rashidun, fue asesinado al final de un asedio a su casa. Inicialmente una protesta, el asedio se intensificó luego de una amenaza aparentemente atribuida erróneamente, así como de la muerte de un manifestante. Los manifestantes convertidos en rebeldes habían exigido un nuevo califa, Uthmán se rehusó y el 17 de junio de 656 (35 AH), cuando su casa fue incendiada, algunos manifestantes (alrededor de tres) lograron saltar hasta la parte trasera de su casa, donde lo encontraron leyendo el Corán. Le dieron un golpe en la cabeza y lo apuñalaron. Este evento se conoce como Yawm al-Dar. Uthmán tenía 80 años de edad en ese momento.
La muerte de Uthmán tuvo un efecto polarizador en el mundo musulmán en ese momento. Se plantearon cuestiones no solo sobre su carácter y sus políticas, sino también sobre la relación entre los musulmanes y el estado, las creencias religiosas con respecto a la rebelión y el gobierno, y las calificaciones de los gobernantes en el islam.

## Antecedentes
Uthmán fue asediado por amotinados por varias razones, siendo la principal de ellas el nombramiento de sus parientes, los Banu Umayya, como gobernadores de provincias islámicas clave. La insatisfacción con su régimen y con los gobiernos por él nombrados no se limitó a las provincias fuera de Arabia. Cuando los parientes de Uthmán, especialmente Marwan, ganaron el control sobre él, Uthmán perdió el control sobre su califato y muchos de los compañeros, incluidos la mayoría de los miembros del consejo elector, le retiraron su apoyo.

### Disputa de los Qurra
También hubo un movimiento hacia agrupaciones tribales más autónomas y que querían gobernar sus propios estados, y que era particularmente fuerte en Kufa, en Mesopotamia. Entre ellos se desarrolló un grupo llamado de los Qurra, que más tarde se conoció como los Jariyitas. La referencia más antigua a estas personas es como Ahl al-Qurra, la gente de la aldea, los que lucharon con Abu Bakr contra las tribus del desierto de Yamama durante las guerras Ridda cuando algunas de las tribus se negaron a pagar el azaque. Posteriormente se les concedió la tutela de algunas de las tierras de Sawad en Mesopotamia y entonces adoptaron el nombre de Ahl al Ayyam, los que habían participado en las conquistas orientales. Algunos académicos modernos como R. E. Brunnow trazan los orígenes de los Qurra y los jariyitas a la estirpe de beduinos y tribus del desierto, que se habían convertido en soldados no por compromiso con el Islam, sino para tener parte en el botín. Brunnow afirmó que los jariyíes eran árabes beduinos o árabes de pura sangre.
Los Qurra recibían el estipendio más alto del ejército musulmán y tenían el uso de las mejores tierras, que llegaron a considerar como sus propias. Los Qurra recibían estipendios que variaban entre 2000 y 3000 dirhams, mientras que la mayoría del resto de las tropas recibían solo de 250 a 300 dirhams. Los otros miembros de las tribus Ridda en Kufa en Mesopotamia, estaban molestos con la posición especial dada a los Qurra. La tensión entre los miembros de las tribus Ridda y los Qurra amenazaba el prestigio recién adquirido de los Qurra. Por lo tanto, los Qurra se sintieron obligados a defender su posición en la nueva pero rápidamente cambiante sociedad.
Los Qurra se ubicaban principalmente en Kufa. No habían estado involucrados en Siria. Más tarde, cuando Uthmán se negó a darles más tierras en Persia, sintieron que su estatus se estaba reduciendo y, por lo tanto, comenzaron a causar problemas. Uthmán también eliminó la distinción entre miembros de las tribus Ridda y de las tribus anteriores a Ridda, lo que no fue de agrado para ellos y disminuyó su prestigio. Como resultado, se rebelaron.
Algunas de las personas con sus nombres tribales tales como Qurra habían sido expulsadas de Kufa, por fomentar problemas y fueron enviadas a Muawiya en Siria. Luego fueron enviados a Abd al-Rahman ibn Khalid, quien los envió a Uthmán en Medina. En Medina juraron que no causarían problemas y, siguiendo el ejemplo de Mahoma, Uthmán aceptó su palabra y los dejó ir. Luego se separaron y fueron a diferentes centros musulmanes y comenzaron a fomentar la rebelión, particularmente en Egipto.
Entonces, los Qurra creyeron que Abu Musa al-Ash'ari podía cuidar mejor de sus intereses. En 655, los Qurra detuvieron al gobernador de Uthmán, Sa'id ibn al-'As, en Jara'a, impidiéndole entrar en Kufa y declararon que Abu Musa al-Ashari era su gobernador.
En 656, los Qurra se acercaron a Muhammad ibn Abi Bakr, el hijo de Abu Bakr e hijo adoptivo de Ali y le preguntaron por qué no era gobernador. Habían luchado al servicio de su padre en las guerras Ridda. También le preguntaron al hijo adoptivo de Uthmán, Muhammad ibn Abi Hudhayfa, a quien Uthmán se había negado a nombrar como gobernador de provincia alguna, por qué no era gobernador.

## Rebelión
La insatisfacción llevó finalmente a la rebelión en Egipto, Kufa y Basora. Cuando rebeldes egipcios se reunieron cerca de Medina, Uthmán le pidió a Ali que hablara con ellos. Los delegados de los emigrantes encabezados por Ali, junto a los delegados de los Ansar encabezados por Muhammad Ibn Maslamah se reunieron con ellos y los persuadieron para que regresaran prometiéndoles en nombre del califa una reparación por todos sus agravios y accediendo a actuar como garantes. Gracias a su mediación y al compromiso de Uthmán, los rebeldes retrocedieron. Cuando el grupo rebelde partió de regreso a Egipto, fueron alcanzados por un mensajero de Medina, en quien descubrieron una carta que supuestamente llevaba el sello oficial del califa Uthmán. La carta ordenaba al gobernador egipcio que matara al grupo rebelde una vez regresaran a casa. Los historiadores consideran ahora que la carta no fue escrita por Uthmán, sino por su secretario, Marwán ibn Al-Hakam. En cualquier caso, al descubrir el contenido de la carta, el grupo rebelde regresó inmediatamente a Medina y comenzó el asedio. 

## Comienzo del asedio
Cuando los rebeldes egipcios regresaron a Medina, indignados por la carta oficial que ordenaba la pena capital para sus líderes, Ali, como garante de las promesas de Uthmán, le pidió que hablara directamente con los rebeldes. Uthmán negó tener conocimiento de la carta y Ali y Muhammad Ibn Maslamah así lo atestiguaron. En este momento, sin embargo, las opciones ofrecidas por los rebeldes equivalían a la renuncia o abdicación de Uthmán y la elección de otro califa. A medida que la agitación estallaba, Ali los dejó. Ali parece haber roto con Uthmán desesperado por su propia incapacidad para romper con la influencia de Marwán sobre el califa. Ali intervino solo después de ser informado que los rebeldes estaban impidiendo la entrega de agua al califa sitiado. Trató de mitigar la severidad del asedio insistiendo en que se le permitiera a Uthmán tener agua. Ali llegó al extremo de enviar a sus propios hijos a proteger la casa de Uthmán cuando estaba en peligro de ser atacado. Los rebeldes protestaron contra esto y transgredieron como resultado.

## Discurso de Uthmán en la Mezquita del Profeta
El primer viernes después del asedio, Uthmán se dirigió a la congregación en la mezquita. Después de alabar a Dios y bendecir y desear la paz a Mahoma, Uthmán llamó la atención de la gente sobre el mandamiento del Corán de que la gente obedezca a Dios, a Su Apóstol y a quienes tienen autoridad entre ellos. Comentó que se había ordenado a los musulmanes a resolver todos sus asuntos mediante consulta mutua. Dijo que había mantenido abiertas las puertas de la consulta. Todas las acusaciones que se habían levantado contra él habían sido debidamente explicadas por él y habían demostrado ser falsas. Había expresado su disposición a resolver los legítimos agravios de la gente, si es que los hubiera. Comentó que, dadas las circunstancias, era insensible de parte de algunas personas crear disturbios en La Meca. Dijo que no le tenía miedo a la muerte, pero que no quería que los musulmanes fueran culpables de derramamiento de sangre. Para él, la solidaridad de la comunidad musulmana era muy importante y, para evitar disensiones entre los musulmanes, había dado instrucciones a sus seguidores de que se abstuvieran de la violencia. Quería que la gente tuviera miedo de Dios y no se entregara a actividades que subvirtieran el Islam. Señaló que las potencias extranjeras resentidas por la derrota infligida por las armas musulmanas habían patrocinado algunas conspiraciones para subvertir el Islam. Advirtió a la gente que no fueran títeres de los enemigos del islam. Hizo un llamamiento a los rebeldes para que se retiraran de Medina. Quería que la gente de Medina apoyara la causa de la verdad y la justicia y que le quitaran su apoyo a los rebeldes empeñados en causar problemas.[cita requerida]

## Profundización de la crisis
Con la salida de los peregrinos de Medina a La Meca, las cartas de los rebeldes aumentaron y como consecuencia la crisis se profundizó aún más. Los rebeldes sabían que después del Hajj, los musulmanes reunidos en La Meca, provenientes de todas partes del mundo musulmán, marcharían a Medina a apoyar al Califa. Por lo tanto, decidieron tomar medidas contra Uthmán antes de que terminara la peregrinación.[cita requerida]
Se relata que, durante el curso del asedio, Mugheera bin Shu'ba fue a Uthmán y le propuso tres cursos de acción: En primer lugar, salir y luchar contra los rebeldes, en segundo lugar, montarse en un camello e irse a La Meca y en tercer lugar mudarse a Siria. Uthmán rechazó las tres propuestas. Rechazó la primera propuesta diciendo que no quería ser el primer califa durante cuyo periodo se derramara sangre. Rechazó la segunda propuesta de escapar a La Meca alegando que había escuchado de Mahoma que un hombre coraichita sería enterrado en La Meca sobre quien ocurriría la mitad del castigo del mundo, y no quería ser esa persona. Rechazó la tercera propuesta alegando que no podía abandonar a Medina.[cita requerida]
Abdullah bin Salam, un compañero de Mahoma visitó la casa de Uthmán y, según los informes, se dirigió a los sitiadores de la siguiente manera:
"No lo matéis, pues por Alá que ningún hombre de entre vosotros lo matará, mas se encontrará ante el Señor mutilado sin una mano, y ciertamente la espada de Dios ha continuado envainada, pero en verdad que por Alá si lo matáis, el Señor ciertamente la desenfundará, y nunca la envainará de nuevo en vuestra presencia. Nunca se asesinó a un Profeta, pero por él fueron asesinadas 70.000 personas, y nunca se asesinó a un Califa, pero por él fueron asesinadas 35.000 ". 
Un compañero, Nayyar bin Ayyad Aslami, que se unió a los rebeldes, los exhortó a entrar en la casa y asesinar a Uthmán. Cuando los rebeldes bajo el liderazgo de Nayyar bin Ayyad avanzaron para correr hacia la casa, Kathir bin Salat Kundi, una partidaria de Uthmán, lanzó una flecha que mató a Nayyar. Esto enfureció a los rebeldes. Exigieron que se les entregara a Kathir bin Salat Kundi. Uthmán dijo que no podía traicionar así a una persona que había lanzado una flecha en su defensa. Eso precipitó las cosas. Uthmán hizo cerrar las puertas de su casa. La puerta estaba custodiada por Hasan, Husáin, Abdullah bin Az-Zubair, Abdullah ibn Umar, Muhammad ibn Talha, Marwan y algunas otras personas. La lucha abierta empezó entonces entre rebeldes y partidarios de Uthmán. Hubo algunas bajas entre los rebeldes. Entre los simpatizantes, Hasan, Marwán y algunas otras personas resultaron heridos.[cita requerida]

## Asesinato de Uthmán
Los rebeldes aumentaron su presión y al llegar a la puerta de la casa de Uthmán le prendieron fuego. Algunos rebeldes treparon a las casas de los vecinos y luego saltaron a la casa de Uthmán. Era el 17 de julio de 656 y Uthmán estaba ayunando ese día. La noche anterior había visto a Mahoma en un sueño. Mahoma había dicho: "Si deseas, podemos enviarte ayuda o si quieres puedes romper tu ayuno con nosotros esta noche. Te daremos la bienvenida ".  Uthmán optó por lo segundo. Eso le hizo saber a Uthmán que era su último día de vida. 
Ese día, al encontrar la puerta de la casa de Uthmán fuertemente custodiada por sus partidarios, los rebeldes egipcios decidieron trepar la pared trasera de la casa y entraron en ella sigilosamente, sin que los guardias de la puerta se dieran cuenta. Los rebeldes le encontraron en su habitación y de inmediato le propinaron golpes en la cabeza. Na'ila, la esposa de Uthmán, se arrojó sobre su cuerpo para protegerlo y levantó una mano para desviar el golpe de una espada. El golpe le cercenó los dedos y la hicieron a un lado. El siguiente golpe mató a Uthmán. Algunos de los esclavos de Uthmán contraatacaron, y uno de ellos mató al asesino para luego caer también asesinado por los rebeldes. : 216 
Los amotinados intentaron entonces decapitar el cadáver de Uthmán, pero sus dos viudas, Na'ila y Umm al-Banin, se arrojaron sobre el cuerpo gritando, golpeándose la cara y rasgándose la ropa, hasta que los amotinados cambiaron de opinión. En cambio, saquearon la casa, incluso arrebatando los velos de las mujeres. : 216, 248  Los rebeldes escaparon de la casa y los partidarios de Uthmán en la puerta finalmente los oyeron y entraron, pero era ya demasiado tarde.
Se dijo que las siguientes personas estaban entre los asesinos de Uthmán: Muhammd ibn Hazif, Ibn Hazm, Kanane ibn boshr Tajibi, Ummar ibn Hamq Khazai, Abdul Rahman bin Udais al-Balawi y Sudan ibn Hamran. Según la tradición sunita, fue asesinado mientras recitaba el Corán, el ayat de la Sura Baqarah: "137. Entonces, si creen en algo parecido a lo que tú crees, entonces están correctamente guiados, pero si se apartan, entonces solo están en oposición. Entonces Alá te bastará contra ellos. Y Él es el que todo lo escucha, el que todo lo sabe".  Según algunas tradiciones, el Corán manchado en sangre que estaba recitando todavía se conserva en un museo en Taskent hoy. También se afirma que otras copias del Corán, conservadas en otras ciudades, son el "Corán de Uthmán". 